# Simocyon batalleri
Espèce
Simocyon batalleri est une espèce éteinte de petits carnivores, ayant vécu au Miocène supérieur, il y a environ 9 millions d'années.

## Description
Lointain cousin du petit panda, il avait la particularité de posséder l'équivalent d'un sixième doigt (ou faux pouce) facilitant ses déplacements : c'était en fait un os du carpe transformé en pouce opposable. Avec le petit panda et le panda géant (de la famille des Ursidés), c'est l'unique exemple de « faux pouce » jamais développé chez un mammifère.
On suppose, d'après Stéphane Peigné (chercheur au Laboratoire de géobiologie, biochronologie et paléontologie humaine), que la denture de Simocyon batalleri serait celle d'un carnivore, contrairement à son cousin actuel le panda roux. D'ailleurs ce supposé prédateur, de la taille d'un puma, présente des particularités morphologiques propres au mode de vie arboricole.

## Occurrence
Un seul exemplaire a été trouvé, dans la Cerro de Batallones près de Madrid en Espagne.